# Kästleinsmühlbach
Der Kästleinsmühlbach ist ein rechter Teilungsarm am Unterlauf der Schambach und mündet an der namensgebenden Kästleinsmühle gegenüber Treuchtlingen im mittelfränkischen Landkreis Weißenburg-Gunzenhausen etwa drei Kilometer vor dem Hauptarm des Baches von links in die Altmühl.

## Verlauf
Der Kästleinsmühlbach verlässt südwestlich des Ortes Schambach und unweit der Bundesstraße 2 kurz nach der Unteren Papiermühle auf einer Höhe von 419 m ü. NHN als Seitenarm das Bett der unteren Schambach nach rechts. Die Schambach selbst fließt weiter nach Südwesten, knickt anschließend nach Süden, wodurch er sich vom Kästleinsmühlbach entfernt, und mündet nach mehreren Kilometern bei Dietfurt in Mittelfranken in die Altmühl. Der Kästleinsmühlbach fließt anfangs beständig in nordwestliche Richtung und knickt anschließend nach Südwesten bis Westen ab. Er fließt durch eine breite Offenlandschaft südlich des Nagelbergs und westlich des Laubentals. Der Kästleinsmühlbach zählt mehrere Zuflüsse, darunter der Espangraben und zuletzt den Augraben, welchen er vorher teilweise speist. Das Fließgewässer durchzieht mehrere Feuchtgebiete, darunter das Naturschutzgebiet Schambachried. Nachdem der Kästleinsmühlbach die Mühlen Kohlmühle, Lehnleinsmühle und die namensgebende Kästleinsmühle durchflossen hat, mündet er auf einer Höhe von 409 m ü. NHN östlich der Treuchtlinger Kernstadt innerhalb des Treuchtlinger Kurparks von links in die Altmühl.